# Germán Girotti
Germán Girotti (Bahía Blanca; 22 de abril de 1985) es un actor argentino.

## Novelas
Actor que comienza su carrera en el CEFAT, debutó en la novela Bajo el alma bajo la dirección de Fabián Corres y Kenya Márquez.
Protagonizó la novela A corazón abierto (telenovela mexicana) con el personaje Eliseo bajo la dirección de Raúl Quintanilla.
Continuo protagonizando en la novela Vivir a destiempo con el personaje entrañable de Julio.
En 2015 participó en la novela UEPA! Un escenario para amar Con el personaje de Marcos.
Con Participaciones especiales en Los rey (2012), La teniente (2011), El hombre de tus sueños (2013), Un poquito tuyo (2019) y la taxista (2020). 

### Obras de teatro
En 2012 protagonizó en la obra de teatro "El loco" de Gebran Falil Gebran, dirigida por Javier Díaz Dueñas.
La suerte de molly (2018)
Se busca marido (2018)
La exitosa Bravas y breves de cama (2020)

### Unitarios
Ha participado en unitarios como Lo que callamos las mujeres y a cada quien su santo.